# Varmezābād
Varmezābād (persiska: ورمز آباد, وَرمَز آباد) är en ort i Iran.   Den ligger i provinsen Mazandaran, i den norra delen av landet, 180 km öster om huvudstaden Teheran. Varmezābād ligger 708 meter över havet och antalet invånare är 134.
Terrängen runt Varmezābād är kuperad åt nordväst, men åt sydost är den bergig. Varmezābād ligger nere i en dal. Runt Varmezābād är det ganska tätbefolkat, med 111 invånare per kvadratkilometer. Närmaste större samhälle är Konīm, 19,7 km nordost om Varmezābād. Trakten runt Varmezābād består till största delen av jordbruksmark.